# Mantes-la-Ville
Mantes-la-Ville település Franciaországban, Yvelines megyében. Lakosainak száma 21 874 fő (2022. január 1.). Mantes-la-Ville Auffreville-Brasseuil, Breuil-Bois-Robert, Buchelay, Guerville, Limay, Magnanville és Mantes-la-Jolie községekkel határos.

## Népesség
A település népességének változása:
| Lakosok száma | 20 251 | 19 778 | 19 970 | 20 452 | 20 499 | 20 818 | 20 844 | 21 376 | 21 874 |
|               | 2013   | 2015   | 2016   | 2017   | 2018   | 2019   | 2020   | 2021   | 2022   |